# Sondages pour les élections générales espagnoles d'avril 2019
Cette page répertorie les sondages sur les élections générales espagnoles qui ont lieu le 28 avril 2019.
Tous les sondages de cette page ont été effectués entre les élections de 2016 et les suivantes.

## Graphique

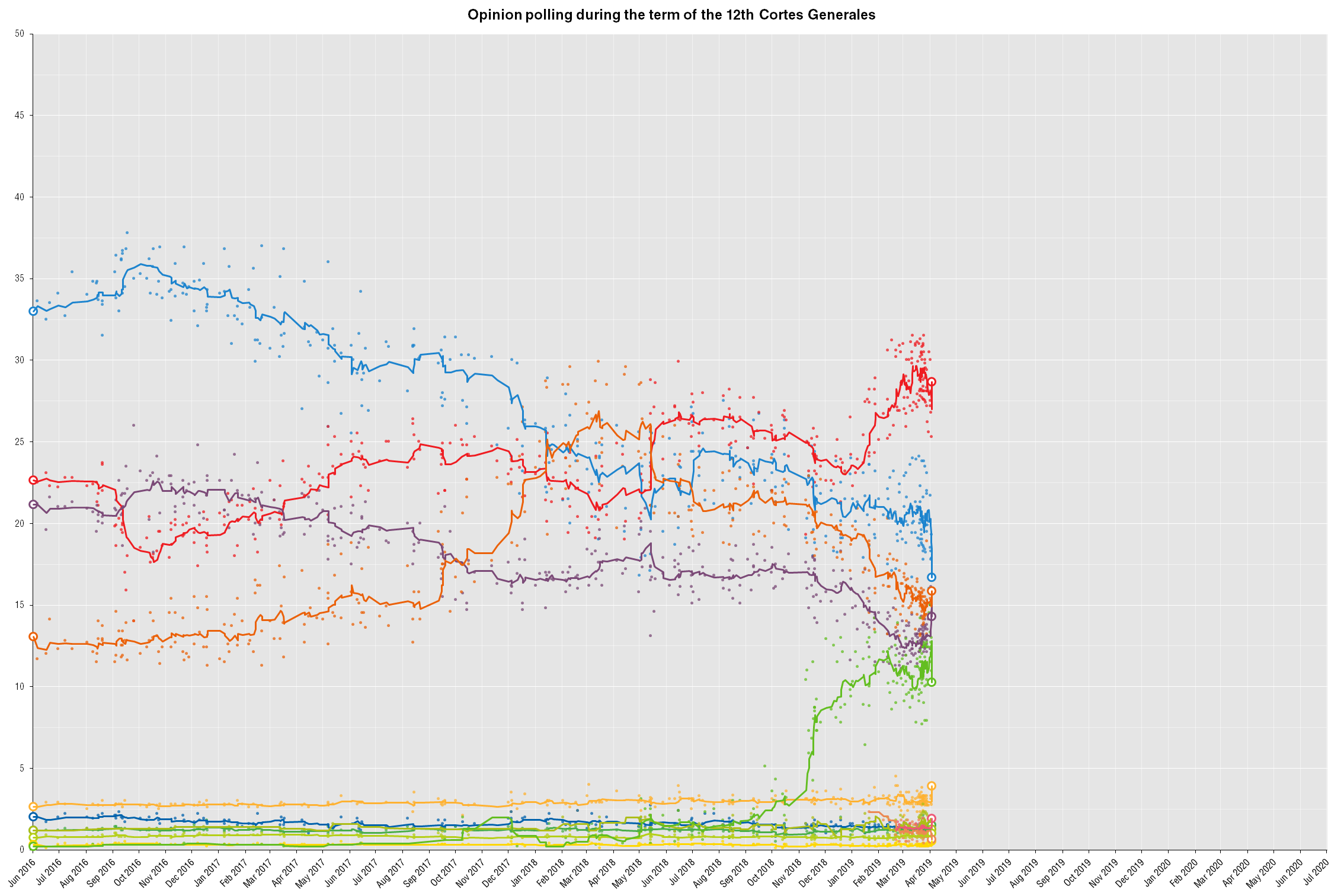
Graphique représentant les résultats des sondages depuis les élections générales de 2016.

- PP
- PSOE
- C's
- Unidas Podemos
- Vox
- ERC
- EH Bildu
- PNV
- PDeCAT/JuntsxCat
- PACMA

## Sondages d'opinion
| Institut | Date              |         |         |         | Unidas Podemos |        |        |        |        |        |        | Autres |
| --- | ----------------- | ------- | ------- | ------- | -------------- | ------ | ------ | ------ | ------ | ------ | ------ | ------ |
| Institut | Date              |         |         |         |                |        |        |        |        |        |        |        |
| Élections générales de 2019                                                                                              | 28 avril 2019     | 16,70   | 28,68 % | 15,85 % | 14,31 %        | 3,90 % | 1,91 % | 1,52 % | 0,99 % | 10,26  | -      | -      |
| ElectoMania | 26 avril 2019     | 20,2 %  | 25,3 %  | 15 %    | 14,6 %         | 2,7 %  | 1,3 %  | 1,3 %  | 0,8 %  | 12,3 % | -      | -      |
| ElectoMania | 25 avril 2019     | 20,1 %  | 25,6 %  | 15,1 %  | 14,1 %         | 2,7 %  | 1,3 %  | 1,3 %  | 0,8 %  | 12,4 % | -      | -      |
| ElectoMania | 24 avril 2019     | 19,9 %  | 26,2 %  | 15,1 %  | 13,5 %         | 2,7 %  | 1,3 %  | 1,3 %  | 0,8 %  | 12,4 % | -      | -      |
| ElectoMania | 23 avril 2019     | 19,5 %  | 27,2 %  | 15 %    | 12,6 %         | 2,7 %  | 1,3 %  | 1,3 %  | 0,8 %  | 12,4 % | -      | -      |
| Le 23 avril 2019, la publication des sondages est interdite en Espagne.                                                  |                   |         |         |         |                |        |        |        |        |        |        |        |
| DyS | 22 avril 2019     | 21,8 %  | 28,1 %  | 14,4 %  | 12,6 %         | 2,9 %  | 1,3 %  | 1,4 %  | 0,9 %  | 12,7 % | -      | -      |
| Celeste-Tel | 20 avril 2019     | 23,5 %  | 28,9 %  | 15,1 %  | 13,5 %         | 2,9 %  | 1,5 %  | 1,3 %  | 0,8 %  | 7,9 %  | -      | -      |
| IMOP | 20 avril 2019     | 19,8 %  | 29,8 %  | 15,1 %  | 14,1 %         | 3 %    | -      | -      | -      | 10 %   | -      | -      |
| NC Report | 20 avril 2019     | 23,8 %  | 28,1 %  | 14,9 %  | 13 %           | 2,9 %  | 1,4 %  | 1,3 %  | 1,3 %  | 9 %    | -      |        |
| GAD3 | 19 avril 2019     | 20,1 %  | 31,5 %  | 13,9 %  | 12,1 %         | 3,3 %  | 1,2 %  | 1,2 %  | 0,9 %  | 11,4 % | 1,9 %  |        |
| SocioMétrica | 19 avril 2019     | 18,6 %  | 31 %    | 15,5 %  | 13,4 %         | 3,2 %  | 1,4 %  | 1,1 %  | 1 %    | 11 %   | 0,9 %  | -      |
| DyS | 18 avril 2019     | 21,6 %  | 28,4 %  | 14,7 %  | 12,7 %         | 2,7 %  | 1,2 %  | 1,4 %  | 0,9 %  | 12,4 % | -      | -      |
| 40dB | 18 avril 2019     | 17,8 %  | 28,8 %  | 14,1 %  | 13,2 %         | -      | -      | -      | -      | 12,5 % | -      | -      |
| Sondaxe | 18 avril 2019     | 18,3 %  | 30,9 %  | 13,8 %  | 13,6 %         | 2,8 %  | 1,5 %  | 2,1 %  | 0,8 %  | 10,5 % | -      | -      |
| Sigma Dos | 17 avril 2019     | 20,1 %  | 30,3 %  | 15 %    | 13,2 %         | 3,8 %  | 1,3 %  | 1,3 %  | -      | 10,2 % | -      | -      |
| DYM | 17 avril 2019     | 20,4 %  | 29 %    | 15,5 %  | 13,7 %         | -      | -      | -      | -      | 10,4 % | -      | -      |
| Celeste-Tel | 17 avril 2019     | 23,8 %  | 28,1 %  | 15,8 %  | 12,9 %         | 2,9 %  | 1,4 %  | 1,2 %  | 0,7 %  | 7,7 %  | -      | -      |
| DyS | 17 avril 2019     | 21,3 %  | 28,9 %  | 14,9 %  | 12,8 %         | 2,3 %  | 1,3 %  | 1,5 %  | 1,2 %  | 12,2 % | -      | -      |
| SocioMétrica | 17 avril 2019     | 18,8 %  | 30,5 %  | 16 %    | 12,7 %         | -      | -      | -      | -      | 10,9 % | -      | -      |
| Metroscopia | 16 avril 2019     | 19,6 %  | 29,1 %  | 14,2 %  | 14,3 %         | -      | -      | -      | -      | 11,1 % | -      | -      |
| IMOP | 16 avril 2019     | 19,3 %  | 30,4 %  | 15,3 %  | 13,5 %         | -      | -      | -      | -      | 9,6 %  | -      | -      |
| InvyMark | 15 avril 2019     | 20,4 %  | 28,1 %  | 15,2 %  | 13 %           | -      | -      | -      | -      | 12,7 % | -      | -      |
| Top Position | 15 avril 2019     | 22,3 %  | 27,8 %  | 13,1 %  | 12,2 %         | 3,2 %  | 1,6 %  | 1,2 %  | -      | 14,2 % | -      | -      |
| GAD3 | 15 avril 2019     | 20,9 %  | 31,3 %  | 13,2 %  | 12,3 %         | -      | -      | -      | -      | 11,8 % | -      | -      |
| NC Report | 15 avril 2019     | 24,1 %  | 27,5 %  | 15,8 %  | 12,1 %         | 2,9 %  | 1,3 %  | 1,3 %  | 0,8 %  | 9,1 %  | -      | -      |
| IMOP | 13 avril 2019     | 18,6 %  | 31 %    | 15,8 %  | 13,4 %         | -      | -      | -      | -      | 9,5 %  | -      | -      |
| Le 12 avril 2019 débute la campagne officielle.                                                                          |                   |         |         |         |                |        |        |        |        |        |        |        |
| DyS | 11 avril 2019     | 20,8 %  | 27,9 %  | 16,6 %  | 13,2 %         | 2,3 %  | 1,2 %  | 1,5 %  | 1,1 %  | 11,7 % | -      | -      |
| GAD3 | 11 avril 2019     | 21 %    | 31,1 %  | 14,4 %  | 11,4 %         | 3,6 %  | 1,2 %  | 1,2 %  | 0,7 %  | 11,2 % | 1,4 %  | -      |
| Celeste-Tel | 10 avril 2019     | 23,9 %  | 27,3 %  | 15,9 %  | 13,1 %         | 2,8 %  | 1,6 %  | 1,2 %  | -      | 7,8 %  | -      | -      |
| GAD3 | 9 avril 2019      | 21,3 %  | 30,9 %  | 13,5 %  | 12 %           | -      | -      | -      | -      | 11,2 % | -      | -      |
| IMOP | 9 avril 2019      | 19,4 %  | 31 %    | 16 %    | 13,2 %         | -      | -      | -      | -      | 9,8 %  | -      | -      |
| InvyMark | 8 avril 2019      | 20,8 %  | 27,1 %  | 16,4 %  | 13,2 %         | -      | -      | -      | -      | 12,7 % | -      | -      |
| NC Report | 7 avril 2019      | 24 %    | 26,9 %  | 16,1 %  | 12,3 %         | 2,8 %  | 1,3 %  | 1,3 %  | 0,8 %  | 9,4 %  | -      |        |
| IMOP | 6 avril 2019      | 20 %    | 31,5 %  | 15,5 %  | 12,9 %         | -      | -      | -      | -      | 9,3 %  | -      | -      |
| Simple Lógica | 5 avril 2019      | 16,7 %  | 30,5 %  | 15,5 %  | 14,4 %         | -      | -      | -      | -      | 9,8 %  | -      | 13,1 % |
| GESOP | 5 avril 2019      | 21 %    | 29,8 %  | 14,5 %  | 12 %           | -      | -      | -      | -      | 10,6 % | -      |        |
| GAD3 | 4 avril 2019      | 20,9 %  | 31,1 %  | 14,9 %  | 11,5 %         | -      | -      | -      | -      | 9,8 %  | -      | -      |
| Celeste-Tel | 3 avril 2019      | 23,6 %  | 27,2 %  | 15,7 %  | 12,2 %         | 2,9 %  | 1,6 %  | 1,2 %  | -      | 8,7 %  | -      | -      |
| IMOP | 2 avril 2019      | 20,8 %  | 30 %    | 14,8 %  | 13,9 %         | -      | -      | -      | -      | 9,6 %  | -      | -      |
| InvyMark | 1er avril 2019    | 20,1 %  | 25,9 %  | 17,5 %  | 13 %           | -      | -      | -      | -      | 12,9 % | -      | -      |
| NC Report | 1er avril 2019    | 23,1 %  | 26,7 %  | 16,5 %  | 11,9 %         | 3,0 %  | 1,3 %  | 1,3 %  | 0,7 %  | 10,3 % | -      |        |
| IMOP | 30 mars 2019      | 21,6 %  | 30 %    | 14 %    | 13,5 %         | -      | -      | -      | -      | 9,5 %  | -      | -      |
| Celeste-Tel | 29 mars 2019      | 22,9 %  | 27 %    | 16,7 %  | 12,1 %         | 2,8 %  | 1,7 %  | 1,2 %  | -      | 9,1 %  | -      |        |
| DyS | 27 mars 2019      | 21 %    | 27,7 %  | 16,9 %  | 13,4 %         | 2,1 %  | 1,4 %  | 1,5 %  | -      | 11,2 % | -      | -      |
| IMOP | 26 mars 2019      | 20 %    | 31 %    | 14,9 %  | 11,9 %         | -      | -      | -      | -      | 11 %   | -      | -      |
| SocioMétrica | 25 mars 2019      | 18,8 %  | 29 %    | 16,1 %  | 12,6 %         | 3 %    | 1,3 %  | 1,2 %  | 0,9 %  | 11,9 % | 1,2 %  |        |
| Metroscopia | 25 mars 2019      | 19 %    | 28,7 %  | 16,3 %  | 14 %           | -      | -      | -      | -      | 11,7 % | -      | -      |
| ElectoPanel | 24 mars 2019      | 20,1 %  | 28,6 %  | 16,3 %  | 11,1 %         | 2,4 %  | 1,3 %  | 1,3 %  | 0,9 %  | 10,5 % | 1,1 %  | -      |
| IMOP | 23 mars 2019      | 19,5 %  | 30,5 %  | 14,4 %  | 12,4 %         | -      | -      | -      | -      | 11 %   | -      | -      |
| NC Report | 22 mars 2019      | 22,4 %  | 26,9 %  | 17,1 %  | 12 %           | 2,9 %  | 1,2 %  | 1,3 %  | 0,7 %  | 10,7 % | -      | 1,9 %  |
| GAD3 | 22 mars 2019      | 21,9 %  | 30,9 %  | 13,1 %  | 11,3 %         | -      | -      | -      | -      | 11,5 % | -      | -      |
| Sondaxe | 20 mars 2019      | 18,9 %  | 26,9 %  | 13,8 %  | 13,4 %         | -      | -      | -      | -      | 13,9 % | -      | 7,9 %  |
| 40dB | 19 mars 2019      | 19,3 %  | 27,1 %  | 17,7 %  | 12,3 %         | -      | -      | -      | -      | 10,2 % | -      | 13,4 % |
| CIS | 18 mars 2019      | 17,2 %  | 30,2 %  | 13,6 %  | 13,9 %         | -      | -      | -      | -      | 11,9 % | -      | -      |
| ElectoPanel | 17 mars 2019      | 20,7 %  | 27,3 %  | 15,4 %  | 11,3 %         | 3,2 %  | 1,3 %  | 1,3 %  | 0,8 %  | 12,5 % | 0,9 %  | -      |
| NC Report | 15 mars 2019      | 23,2 %  | 26 %    | 17,8 %  | 14,8 %         | 2,8 %  | 1,2 %  | 1,1 %  | 0,6 %  | 10,3 % | -      | -      |
| Simple Lógica | 13 mars 2019      | 17,1 %  | 31,2 %  | 16,7 %  | 12,4 %         | -      | -      | -      | -      | 8,6 %  | -      | 14 %   |
| CelesteTel | 11 mars 2019      | 22,8 %  | 25,4 %  | 18,1 %  | 14,3 %         | 2,7 %  | 1,7 %  | 1,2 %  | 0,7 %  | 9,6 %  | 1,2 %  | 2,3 %  |
| ElectoPanel | 10 mars 2019      | 20,3 %  | 26,9 %  | 16,1 %  | 11,4 %         | 3,3 %  | 1,3 %  | 1,3 %  | 0,8 %  | 12,3 % | 0,9 %  | 5,4 %  |
| SocioMétrica | 10 mars 2019      | 17,5 %  | 27,6 %  | 17,8 %  | 14,1 %         | 3,1 %  | 1,5 %  | 1 %    | 0,9 %  | 12,1 % | 2 %    | 2,4 %  |
| InvyMark | 10 mars 2019      | 20,4 %  | 25,2 %  | 20,3 %  | 13,2 %         | -      | -      | -      | -      | 11,5 % | -      | 9,4 %  |
| GAD3 | 8 mars 2019       | 22,1 %  | 30,6 %  | 13,2 %  | 11,8 %         | 2,8 %  | 1,5 %  | 1,2 %  | 0,6 %  | 12,1 % | -      | 4,1 %  |
| ElectoPanel | 3 mars 2019       | 20,5 %  | 26,7 %  | 16,2 %  | 13,9 %         | 3,3 %  | 1,3 %  | 1,3 %  | 0,8 %  | 12,1 % | 0,8 %  | 3,1 %  |
| Le 4 mars 2019, Pedro Sánchez signe la dissolution des Cortes Generales.                                                 |                   |         |         |         |                |        |        |        |        |        |        |        |
| GAD3 | 22 février 2019   | 23,2 %  | 28,9 %  | 15,7 %  | 11,5 %         | 3 %    | 1,5 %  | 1,3 %  | 0,6 %  | 10,8 % | -      | 3,5 %  |
| Sigma Dos | 22 février 2019   | 19,1 %  | 27,3 %  | 16 %    | 14,4 %         | 3,2 %  | 1,1 %  | 1,2 %  | -      | 13,3 % | -      | 4,4 %  |
| Sondaxe | 21 février 2019   | 19,3 %  | 28,2 %  | 13,5 %  | 14,2 %         | 2,6 %  | 2 %    | 1,2 %  | 0,8 %  | 14,2 % | -      | 0,3 %  |
| Invymark | 21 février 2019   | 21 %    | 24,3 %  | 20,2 %  | 13,9 %         | -      | -      | -      | -      | 11,3 % | -      | 9,3 %  |
| NC Report | 18 février 2019   | 23,6 %  | 24,1 %  | 18,9 %  | 16 %           | 2,8 %  | 1,3 %  | 1,1 %  | 0,6 %  | 10 %   | -      | 1,6 %  |
| GESOP | 16 février 2019   | 19,9 %  | 27,4 %  | 14,5 %  | 13,6 %         | -      | -      | -      | -      | 13 %   | -      | 11,6 % |
| SocioMétrica | 16 février 2019   | 18,6 %  | 24,3 %  | 18,7 %  | 15,2 %         | 3,3 %  | 1,3 %  | 1,1 %  | 0,8 %  | 11,8 % | 1,9 %  | 3 %    |
| GAD3 | 16 février 2019   | 23,6 %  | 28,2 %  | 17,1 %  | 12,4 %         | 2,8 %  | 1,6 %  | 1,2 %  | 0,6 %  | 8,8 %  | -      | 3,7 %  |
| Le 15 février 2019, le président du gouvernement Pedro Sánchez annonce la tenue d'élections anticipées le 28 avril 2019. |                   |         |         |         |                |        |        |        |        |        |        |        |
| Metroscopia | 13 février 2019   | 20,5 %  | 27,6 %  | 15,4 %  | 13,8 %         | -      | -      | -      | -      | 12,7 % | -      | 10 %   |
| CIS | 10 février 2019   | 16,7 %  | 33,3 %  | 15,3 %  | 14,5 %         | 3,3 %  | -      | -      | -      | 5,9 %  | -      | 11 %   |
| Simple Logica | 8 février 2019    | 17,9 %  | 25,4 %  | 17 %    | 13,9 %         | -      | -      | -      | -      | 11,7 % | -      | 14,1 % |
| Celeste-Tel | 8 février 2019    | 23,1 %  | 23,7 %  | 19,2 %  | 15,8 %         | -      | -      | -      | -      | 8,9 %  | -      | 9,3 %  |
| Invymark | 1er février 2019  | 21,3 %  | 23,9 %  | 20,9 %  | 13,5 %         | -      | -      | -      | -      | 11,2 % | -      | 9,2 %  |
| ElectoPanel | 30 janvier 2019   | 20,1 %  | 23,1 %  | 19,6 %  | 14,9 %         | -      | -      | -      | -      | 12,1 % | -      | 10,2 % |
| Key Data | 27 janvier 2019   | 21,5 %  | 22,3 %  | 19,8 %  | 14,8 %         | 3,1 %  | 1,6 %  | 1,1 %  | 0,9 %  | 10,3 % | -      | 4,6 %  |
| NC Report | 25 janvier 2019   | 24 %    | 24,2 %  | 18,7 %  | 16,6 %         | 2,8 %  | 1,2 %  | 0,9 %  | 0,7 %  | 9,4 %  | -      | 1,5 %  |
| GAD3 | 24 janvier 2019   | 23 %    | 26,5 %  | 17,1 %  | 11,6 %         | 2,8 %  | 1,6 %  | 1,2 %  | 0,6 %  | 9,8 %  | -      | 5,8 %  |
| Invymark | 18 janvier 2019   | 21,5 %  | 23,2 %  | 23 %    | 14,4 %         | -      | -      | -      | -      | 8,9 %  | -      | 9 %    |
| Metroscopia | 15 janvier 2019   | 19,1 %  | 23,7 %  | 17,8 %  | 17,1 %         | -      | -      | -      | -      | 12,1 % | -      | 10,2 % |
| ElectoPanel | 13 janvier 2019   | 19,1 %  | 21,3 %  | 19,9 %  | 16,3 %         | -      | -      | -      | -      | 13 %   | 1,1 %  | 9,3 %  |
| CIS | 13 janvier 2019   | 14,9 %  | 29,9 %  | 17,7 %  | 15,4 %         | 4,7 %  | 1 %    | 1,3 %  | 1,1 %  | 6,5 %  | 1,7 %  | 5,8 %  |
| Hamalgama | 13 janvier 2019   | 22,5 %  | 21,22 % | 18,16 % | 19,3 %         | 2,54 % | 1,78 % | 2,02 % | 0,66 % | 8,7 %  | -      | 3,12 % |
| Simple Logica | 9 janvier 2019    | 18,2 %  | 25,1 %  | 17,9 %  | 14 %           | -      | -      | -      | -      | 11,5 % | -      | 13,3 % |
| Celeste-Tel | 8 janvier 2019    | 23,8 %  | 24,1 %  | 19,6 %  | 16,1 %         | -      | -      | -      | -      | 8,1 %  | -      | 8,3 %  |
| SocioMétrica | 5 janvier 2019    | 18,3 %  | 22,4 %  | 18,5 %  | 17,1 %         | 3,2 %  | 1,4 %  | 1,2 %  | 0,9 %  | 12,5 % | -      | 4,5 %  |
| Key Data | 2 janvier 2019    | 22 %    | 22,6 %  | 20,5 %  | 15,2 %         | 2,9 %  | 1,7 %  | 1,1 %  | 0,8 %  | 8,6 %  | -      | 4,6 %  |
| Sigma Dos | 27 décembre 2018  | 19,2 %  | 22,6 %  | 18,8 %  | 15,8 %         | 3,6 %  | 1,2 %  | 1 %    | -      | 12,9 % | -      | 4,9 %  |
| Invymark | 21 décembre 2018  | 21,8 %  | 23,5 %  | 22,7 %  | 15,2 %         | -      | -      | -      | -      | 7,8 %  | -      | 9 %    |
| Llorente & Cuenca | 17 décembre 2018  | 23,9 %  | 25,3 %  | 19,8 %  | 13,9 %         | 3,5 %  | 1,4 %  | -      | -      | 7,3 %  | -      | 4,9 %  |
| Sigma Dos | 16 décembre 2018  | 21,2 %  | 24,1 %  | 18,4 %  | 16,7 %         | -      | -      | -      | -      | 9,2 %  | -      | 10,4 % |
| Key Data | 16 décembre 2018  | 22,3 %  | 23 %    | 20,7 %  | 15,6 %         | 3 %    | 1,5 %  | 1,1 %  | 0,8 %  | 7,3 %  | -      | 4,7 %  |
| SocioMétrica | 14 décembre 2018  | 21,6 %  | 22,5 %  | 19 %    | 17,8 %         | 3,1 %  | 1,5 %  | 1,2 %  | 0,7 %  | 8,5 %  | -      | 4,1 %  |
| GAD3 | 14 décembre 2018  | 20,5 %  | 24,2 %  | 20,7 %  | 14,2 %         | 2,8 %  | 1,8 %  | 1,2 %  | 0,7 %  | 8,7 %  | -      | 5,2 %  |
| NC Report | 14 décembre 2018  | 24,4 %  | 24,8 %  | 18 %    | 17,2 %         | 2,8 %  | 1,2 %  | 0,9 %  | 0,6 %  | 8,7 %  | -      | 1,4 %  |
| Simple Logica | 14 décembre 2018  | 18,8 %  | 23,2 %  | 20,4 %  | 17,7 %         | -      | -      | -      | -      | 8,7 %  | -      | 11,2 % |
| IMOP | 13 décembre 2018  | 19,6 %  | 25,8 %  | 20,6 %  | 15,5 %         | 3 %    | 1,6 %  | 1,2 %  | 0,9 %  | 8 %    | 1,6 %  | 2,2 %  |
| Metroscopia | 12 décembre 2018  | 18 %    | 22,2 %  | 20,5 %  | 17,9 %         | -      | -      | -      | -      | 11,5 % | -      | 9,9 %  |
| CIS | 12 décembre 2018  | 19,1 %  | 28,9 %  | 17,9 %  | 14,9 %         | 4,7 %  | 1,4 %  | 1,6 %  | 1,1 %  | 3,7 %  | 1,2 %  | 5,5 %  |
| Celeste-Tel | 11 décembre 2018  | 24,7 %  | 25,2 %  | 19,4 %  | 16,2 %         | 2,9 %  | 1,5 %  | 1 %    | 0,6 %  | 6,8 %  | 0,8 %  | 0,9 %  |
| Target Point | 7 décembre 2018   | 22,8 %  | 24,9 %  | 20,6 %  | 17,2 %         | -      | -      | -      | -      | 5,9 %  | -      | 8,6 %  |
| Invymark | 7 décembre 2018   | 22,9 %  | 23,2 %  | 22,9 %  | 14,8 %         | -      | -      | -      | -      | 7,3 %  | -      | 8,9 %  |
| SocioMétrica | 5 décembre 2018   | 20,3 %  | 25 %    | 18,8 %  | 16 %           | 3,1 %  | 1,5 %  | 1,1 %  | 0,7 %  | 11 %   | -      | 2,5 %  |
| ElectoPanel | 4 décembre 2018   | 19,1 %  | 19,3 %  | 21,4 %  | 17,6 %         | 3,1 %  | 1,6 %  | 1,3 %  | 0,8 %  | 10,4 % | 1,6 %  | 3,8 %  |
| Le 2 décembre 2018, le PSOE perd le pouvoir lors des élections au Parlement d'Andalousie.                                |                   |         |         |         |                |        |        |        |        |        |        |        |
| Simple Logica | 14 novembre 2018  | 19,6 %  | 24,1 %  | 22,4 %  | 18,1 %         | -      | -      | -      | -      | -      | -      | 15,8 % |
| CIS | 11 novembre 2018  | 19,1 %  | 31,2 %  | 18,2 %  | 18 %           | 4,8 %  | 0,8 %  | 0,7 %  | 1 %    | 2,5 %  | 2,1 %  | 1,6 %  |
| NC Report | 9 novembre 2018   | 26,3 %  | 26,5 %  | 19,9 %  | 17 %           | 2,9 %  | 1,4 %  | 0,9 %  | 0,7 %  | 2,1 %  | -      | 2,3 %  |
| Invymark | 9 novembre 2018   | 24,2 %  | 25,4 %  | 22,7 %  | 17 %           | -      | -      | -      | -      | -      | -      | 10,7 % |
| GAD3 | 7 novembre 2018   | 22,3 %  | 26,6 %  | 21,9 %  | 16,6 %         | 2,9 %  | 1,4 %  | 1,3 %  | 0,6 %  | 3,4 %  | -      | 3 %    |
| GESOP | 30 octobre 2018   | 21,3 %  | 25,3 %  | 21,8 %  | 16,1 %         | -      | -      | -      | -      | 4,3 %  | -      | 11,2 % |
| Invymark | 26 octobre 2018   | 24,2 %  | 25,7 %  | 22 %    | 17,3 %         | -      | -      | -      | -      | -      | -      | 10,8 % |
| Ciudadanos | 25 octobre 2018   | 22 %    | 26 %    | 24 %    | 17 %           | -      | -      | -      | -      | -      | -      | 11 %   |
| Metroscopia | 18 octobre 2018   | 22,6 %  | 25,2 %  | 19,2 %  | 17,7 %         | -      | -      | -      | -      | 5,1 %  | -      | 10,2 % |
| Dialoga Consultores | 15 octobre 2018   | 23,4 %  | 26,6 %  | 20 %    | 17,9 %         | 3,3 %  | 1,6 %  | 1,1 %  | 0,9 %  | 1,1 %  | 0,9 %  | 3,2 %  |
| NC Report | 14 octobre 2018   | 26,7 %  | 26,8 %  | 19,5 %  | 16,8 %         | 3 %    | 1,4 %  | 1,1 %  | 0,7 %  | 1,9 %  | -      | 2,1 %  |
| CIS | 9 octobre 2018    | 18,2 %  | 31,6 %  | 21 %    | 17,3 %         | 4,3 %  | 1,4 %  | 1 %    | 0,8 %  | 1,1 %  | 1,6 %  | 1,7 %  |
| Celeste-Tel | 5 octobre 2018    | 26,3 %  | 27,7 %  | 19,3 %  | 17,4 %         | -      | -      | -      | -      | -      | -      | 9,3 %  |
| Simple Logica | 5 octobre 2018    | 23,8 %  | 25,2 %  | 21,6 %  | 17,3 %         | -      | -      | -      | -      | -      | -      | 12,1 % |
| ElectoPanel | 5 octobre 2018    | 23,6 %  | 22,4 %  | 22,2 %  | 18,7 %         | 3,1 %  | 1,5 %  | 1,2 %  | 0,8 %  | 2,5 %  | 1,3 %  | 2,7 %  |
| Simple Logica | 2 octobre 2018    | 21,2 %  | 25,3 %  | 23,1 %  | 15,9 %         | -      | -      | -      | -      | 2 %    | 2,2 %  | 10,3 % |
| Invymark | 28 septembre 2018 | 24,6 %  | 24,6 %  | 22,3 %  | 17,8 %         | -      | -      | -      | -      | -      | -      | 10,7 % |
| Metroscopia | 19 septembre 2018 | 22,8 %  | 27,7 %  | 20,8 %  | 15,1 %         | -      | -      | -      | -      | -      | -      | 13,6 % |
| DYM | 19 septembre 2018 | 23,4 %  | 26,5 %  | 22,7 %  | 16,2 %         | -      | -      | -      | -      | -      | -      | 11,2 % |
| Invymark | 16 septembre 2018 | 24,1 %  | 25 %    | 22,1 %  | 18,3 %         | -      | -      | -      | -      | -      | -      | 10,2 % |
| Celeste-Tel | 12 septembre 2018 | 26,4 %  | 28,2 %  | 18,7 %  | 17,1 %         | -      | -      | -      | -      | -      | -      | 9,6 %  |
| CIS | 11 septembre 2018 | 20,8 %  | 30,5 %  | 19,6 %  | 16,1 %         | 4,1 %  | 1,9 %  | 0,9 %  | 1,1 %  | 1,4 %  | 1,6 %  | 2 %    |
| IMOP | 11 septembre 2018 | 20,3 %  | 26,5 %  | 23,9 %  | 15,4 %         | -      | -      | -      | -      | -      | -      | 13,9 % |
| ElectoPanel | 9 septembre 2018  | 24,6 %  | 24,9 %  | 19,8 %  | 17,8 %         | 3 %    | 1,6 %  | 1,3 %  | 0,8 %  | 1,6 %  | 1,3 %  | 3,3 %  |
| GAD3 | 9 septembre 2018  | 25,9 %  | 27 %    | 20,6 %  | 15,9 %         | 2,8 %  | 1,9 %  | 1,1 %  | 0,7 %  | 1,5 %  | -      | 2,6 %  |
| Simple Logica | 7 septembre 2018  | 21,1 %  | 24,8 %  | 23,2 %  | 16,6 %         | -      | -      | -      | -      | -      | -      | 14,3 % |
| NC Report | 31 août 2018      | 27,5 %  | 27,8 %  | 18,8 %  | 16 %           | 3 %    | 1,5 %  | 1,1 %  | 0,8 %  | -      | -      | 3,5 %  |
| SocioMétrica | 30 août 2018      | 22,6 %  | 25,8 %  | 23,1 %  | 16,5 %         | 3 %    | 1,5 %  | 1,3 %  | 0,7 %  | 1,8 %  | 1,5 %  | 2,2 %  |
| Celeste-Tel | 15 août 2018      | 25,5 %  | 28 %    | 19,4 %  | 17,3 %         | -      | -      | -      | -      | -      | -      | 9,8 %  |
| JM&A | 10 août 2018      | 21,4 %  | 26,4 %  | 22 %    | 16,8 %         | 2,7 %  | 2,2 %  | 1,4 %  | 0,8 %  | 2,3 %  | -      | 4 %    |
| Simple Lógica | 3 août 2018       | 24,4 %  | 25,5 %  | 23,4 %  | 15,3 %         | -      | -      | -      | -      | -      | -      | 11,4 % |
| ElectoPanel | 3 août 2018       | 22,9 %  | 24,7 %  | 21,2 %  | 18,7 %         | 3,3 %  | 1,4 %  | 1,3 %  | 0,8 %  | 1 %    | 1,6 %  |        |
| GAD3 | 29 juillet 2018   | 26,2 %  | 27,9 %  | 19,6 %  | 15,1 %         | 3 %    | 1,9 %  | 1,1 %  | 0,8 %  | -      | -      | 4,4 %  |
| Invymark | 28 juillet 2018   | 24,4 %  | 26 %    | 21,1 %  | 18,3 %         | -      | -      | -      | -      | -      | -      | 10,2 % |
| NC Report | 27 juillet 2018   | 26,7 %  | 27,4 %  | 19,2 %  | 15,8 %         | 3,1 %  | 1,5 %  | 1,2 %  | 0,8 %  | -      | -      | 4,3 %  |
| Metroscopia | 25 juillet 2018   | 24,4 %  | 26,6 %  | 20,1 %  | 16,1 %         | -      | -      | -      | -      | -      | -      | 12,8 % |
| DyS | 25 juillet 2018   | 27,1 %  | 25,3 %  | 20,8 %  | 16,8 %         | 2,5 %  | 1,8 %  | 1,3 %  | 0,7 %  | -      | -      | 3,7 %  |
| ElectoPanel | 22 juillet 2018   | 21 %    | 26,1 %  | 20,8 %  | 18,5 %         | 3,1 %  | 1,4 %  | 1,3 %  | 0,9 %  | 1,7 %  | 1,7 %  | 3,5 %  |
| Le 21 juillet 2018, Pablo Casado remplace Mariano Rajoy à la tête du PP                                                  |                   |         |         |         |                |        |        |        |        |        |        |        |
| Invymark | 14 juillet 2018   | 23,4 %  | 26,5 %  | 21,9 %  | 18,1 %         | -      | -      | -      | -      | -      | -      | 10,1 % |
| Sigma Dos | 14 juillet 2018   | 22,3 %  | 26,3 %  | 24,2 %  | 16 %           | 3,2 %  | 1,2 %  | 1,1 %  | -      | -      | -      | 5,6 %  |
| CIS | 10 juillet 2018   | 20,4 %  | 29,9 %  | 20,4 %  | 15,6 %         | 3,9 %  | 1,3 %  | 1,2 %  | 0,6 %  | -      | -      | 6,7 %  |
| JM&A | 10 juillet 2018   | 19,7 %  | 26,4 %  | 23,6 %  | 17,5 %         | 2,4 %  | 2,4 %  | 1,5 %  | 0,7 %  | 2,4 %  | -      | 3,4 %  |
| Celeste-Tel | 6 juillet 2018    | 24,2 %  | 27,1 %  | 20,6 %  | 17,7 %         | -      | -      | -      | -      | -      | -      | 10,4 % |
| Simple Lógica | 6 juillet 2018    | 18,7 %  | 27,2 %  | 26 %    | 17,3 %         | -      | -      | -      | -      | -      | -      | 10,8 % |
| Electomania | 4 juillet 2018    | 24 %    | 25 %    | 20,5 %  | 18,5 %         | 2,4 %  | 2,3 %  | 2 %    | 0,7 %  | -      | -      |        |
| NC Report | 30 juin 2018      | 25,2 %  | 26,3 %  | 20,6 %  | 16,2 %         | 3,1 %  | 1,4 %  | 1,2 %  | 0,8 %  | -      | -      | 5,2 %  |
| Invymark | 23 juin 2018      | 22,9 %  | 26,7 %  | 22,1 %  | 17,9 %         | -      | -      | -      | -      | -      | -      | 10,4 % |
| SocioMétrica | 22 juin 2018      | 19,5 %  | 23,9 %  | 25,3 %  | 16,9 %         | 2,9 %  | 1,3 %  | 1,3 %  | 0,8 %  | 2,1 %  | 1,6 %  | 4,4 %  |
| GESOP | 13 juin 2018      | 21 %    | 28,6 %  | 22,8 %  | 16,6 %         | -      | -      | -      | -      | -      | -      | 11 %   |
| DYM | 12 juin 2018      | 24,9 %  | 27,1 %  | 20,6 %  | 14,6 %         | -      | -      | -      | -      | -      | -      | 12,8 % |
| NC Report | 9 juin 2018       | 25,5 %  | 24,9 %  | 21 %    | 16,7 %         | 3,1 %  | 1,5 %  | 1,2 %  | 0,8 %  | -      | -      | 5,3 %  |
| GAD3 | 8 juin 2018       | 25,6 %  | 28,8 %  | 21,1 %  | 13,1 %         | 3,2 %  | 1,6 %  | 1 %    | 0,8 %  | -      | -      | 4,8 %  |
| JM&A | 8 juin 2018       | 18,1 %  | 23,5 %  | 25,8 %  | 19,5 %         | 2,1 %  | 2,7 %  | 1,7 %  | 0,6 %  | 2,5 %  | -      | 3,5 %  |
| Simple Lógica | 8 juin 2018       | 20,6 %  | 26,7 %  | 25,7 %  | 16,5 %         | -      | -      | -      | -      | -      | -      | 10,5 % |
| Celeste-Tel | 8 juin 2018       | 24,3 %  | 25,8 %  | 21,1 %  | 17,4 %         | 3 %    | 1,5 %  | 1,2 %  | 0,9 %  | -      | -      | 4,8%   |
| Invymark | 8 juin 2018       | 23,7 %  | 25,1 %  | 22,2 %  | 17,3 %         | -      | -      | -      | -      | -      | -      | 11,7 % |
| ElectoPanel | 7 juin 2018       | 17,1 %  | 25,2 %  | 22,5 %  | 20,5 %         | 3 %    | 1,3 %  | 1,3 %  | 1,2 %  | 2,1 %  | 2,1 %  | 3,7 %  |
| ElectoPanel | 2 juin 2018       | 18 %    | 22 %    | 24,2 %  | 20,9 %         | 2,9 %  | 1,4 %  | 1,2 %  | 1,3 %  | 2,5 %  | 2 %    | 3,7 %  |
| Le 1er juin 2018, Pedro Sánchez renverse Mariano Rajoy                                                                   |                   |         |         |         |                |        |        |        |        |        |        |        |
| Invymark | 29 mai 2018       | 23,5 %  | 22,6 %  | 26,4 %  | 17,3 %         | -      | -      | -      | -      | -      | -      | -      |
| ElectoPanel | 28 mai 2018       | 17,9 %  | 23 %    | 24 %    | 20,1 %         | 3 %    | 1,7 %  | 1,3 %  | 1,1 %  | 3,1 %  | 2 %    | 2,2 %  |
| IMOP | 28 mai 2018       | 19,6 %  | 20,6 %  | 28,6 %  | 19,7 %         | 2,4 %  | 1,8 %  | 1,2 %  | 0,7 %  | -      | 2 %    | 3,4 %  |
| SocioMétrica | 26 mai 2018       | 16,8 %  | 20,3 %  | 28,5 %  | 19,3 %         | 3,3 %  | 1,5 %  | 1,4 %  | 1 %    | 1,9 %  | 1,5 %  | 4,5 %  |
| NC Report | 25 mai 2018       | 25,6 %  | 23,6 %  | 24,4 %  | 15,8 %         | 2,9 %  | 1,4 %  | 1,1 %  | 0,8 %  | -      | -      | 4,4 %  |
| Simple Lógica | 10 mai 2018       | 20,9 %  | 20,1 %  | 29,6 %  | 17,2 %         | -      | -      | -      | -      | -      | -      | 12,2 % |
| Metroscopia | 9 mai 2018        | 19,5 %  | 19 %    | 29,1 %  | 19,8 %         | -      | -      | -      | -      | -      | -      | 12,6 % |
| Celeste-Tel | 30 avril 2018     | 26 %    | 24,9 %  | 19,7 %  | 17,7 %         | 3,6 %  | 1,5 %  | 1,2 %  | 0,8 %  | -      | -      | 14,6 % |
| GESOP | 18 avril 2018     | 21 %    | 20,5 %  | 28,5 %  | 18,1 %         | 3 %    | 2 %    | -      | -      | -      | -      | 6,9 %  |
| Invymark | 13 avril 2018     | 24,8 %  | 22,3 %  | 25,2 %  | 17,1 %         | -      | -      | -      | -      | -      | -      | 10,6 % |
| NC Report | 13 avril 2018     | 26,3 %  | 23,5 %  | 24,3 %  | 16,2 %         | 2,9 %  | 1,4 %  | 1,1 %  | 0,8 %  | -      | -      | 3,5 %  |
| CIS | 10 avril 2018     | 24 %    | 22 %    | 22,4 %  | 19,6 %         | 3 %    | 1,7 %  | 1,3 %  | 0,6 %  | -      | -      | 5,4 %  |
| Simple Lógica | 9 avril 2018      | 19 %    | 20,2 %  | 29,9 %  | 17,6 %         | -      | -      | -      | -      | -      | -      | 13,3 % |
| Celeste-Tel | 6 avril 2018      | 24,9 %  | 24,1 %  | 24 %    | 16,6 %         | 2,9 %  | 1,5 %  | 1,2 %  | 0,9 %  | -      | 1,3 %  | 2,6 %  |
| Metroscopia | 5 avril 2018      | 20,4 %  | 19,1 %  | 28,7 %  | 18,3 %         | -      | -      | -      | -      | -      | -      | 13,5 % |
| JM&A | 1er avril 2018    | 22,4 %  | 20,4 %  | 26,4 %  | 18,1 %         | 2,9 %  | 2,2 %  | 1,6 %  | 0,8 %  | -      | -      | 5,2 %  |
| SocioMétrica | 29 mars 2018      | 21,9 %  | 19,4 %  | 27,4 %  | 16,2 %         | 4 %    | 1,5 %  | 1,1 %  | 0,9 %  | -      | -      | 4,9 %  |
| Sigma Dos | 27 mars 2018      | 23,3 %  | 19,7 %  | 26,7 %  | 18,4 %         | 3,3 %  | 1,3 %  | 1,2 %  | -      | -      | -      | 6,1 %  |
| MyWord | 16 mars 2018      | 24,7 %  | 20,4 %  | 23,8 %  | 16 %           | -      | -      | -      | -      | -      | -      | 15,1 % |
| Élections générales de 2016                                                                                              |                   |         |         |         |                |        |        |        |        |        |        |        |
| Élections générales de 2016                                                                                              | 26 juin 2016      | 33,01 % | 22,63 % | 13,06 % | 21,15 %        | 2,63 % | 2,01 % | 1,19 % | 0,77 % | -      | 1,19 % | 2,36 % |

## Sondages d'opinion sur les chefs des partis politiques
Les sondages répertoriés ci-dessous présentent l'opinion des espagnols sur les principaux chefs de partis en Espagne. La notation est une notation sur 10. Tous les sondages ont été effectués entre les élections de 2016 et les prochaines.
| Institut      | Date     |      |      |      |      |      |
| ------------- | -------- | ---- | ---- | ---- | ---- | ---- |
| Institut      | Date     |      |      |      |      |      |
| 40dB          | 18/04/19 | 4,2  | -    | 5,4  | 5    | 4,6  |
| Sondaxe       | 18/04/19 | 3,62 | -    | 5,09 | 4,09 | 3,74 |
| GESOP         | 05/04/19 | 3,8  | -    | 4,7  | 4,5  | 3,8  |
| Sondaxe       | 23/03/19 | 3,09 | -    | 4,64 | 3,46 | 3,39 |
| 40dB          | 19/03/19 | 4,2  | -    | 5,2  | 5    | 4,2  |
| Simple Logica | 13/03/19 | 2,05 | -    | 3,63 | 3,11 | 2,23 |
| Invymark      | 08/03/19 | 3,45 | -    | 4,79 | 4,22 | 3,21 |
| Sigma Dos     | 22/02/19 | 3,61 | -    | 4,36 | 4,14 | 3,24 |
| Sondaxe       | 21/02/19 | 3,40 | -    | 4,63 | 3,63 | 3,30 |
| Invymark      | 21/02/19 | 3,40 | -    | 4,73 | 4,06 | 3,35 |
| Simple Logica | 08/02/19 | 2,36 | -    | 3,48 | 3,60 | 1,78 |
| CIS           | 13/01/19 | 2,9  | -    | 3,8  | 3,5  | 2,8  |
| Simple Logica | 09/01/19 | 2,45 | -    | 3,02 | 3,14 | 2,14 |
| Simple Logica | 14/12/18 | 1,99 | -    | 2,72 | 3,05 | 1,84 |
| CIS           | 12/12/18 | 3,4  | -    | 3,9  | 3,7  | 2,9  |
| Simple Logica | 14/11/18 | 2,07 | -    | 3,11 | 3,35 | 2,41 |
| CIS           | 11/11/18 | 3    | -    | 3,9  | 3,5  | 3    |
| GESOP         | 30/10/18 | 3,4  | -    | 4,4  | 4,1  | 3,7  |
| CIS           | -/10/18  | 3,25 | -    | 4,16 | 3,81 | 3,29 |
| Metroscopia   | 18/10/18 | 2,7  | -    | 4,2  | 4,2  | 3,1  |
| Simple Logica | 05/10/18 | 2,17 | -    | 2,97 | 3,41 | 2,29 |
| Metroscopia   | 19/09/18 | 2,1  | -    | 4,4  | 4,1  | 2,9  |
| IMOP          | 11/09/18 | 3,6  | -    | 4,4  | 4,2  | 3,5  |
| Simple Logica | 7/09/18  | 2,54 | -    | 3,12 | 3,62 | 2,26 |
| NC Report     | -/09/18  | 3,7  | -    | 4,2  | 3,7  | 2,6  |
| Sociométrica  | -/09/18  | 4,5  | -    | 4,9  | 4,7  | 3    |
| Simple Lógica | 3/08/18  | 2,24 | -    | 3,29 | 3,43 | 1,92 |
| Metroscopia   | 25/07/18 | 2,7  | -    | 4,3  | 4,3  | 2,9  |
| CIS           | 10/07/18 | -    | 2,83 | 4,04 | 3,35 | 2,96 |
| NC Report     | -/07/18  | 3,9  | -    | 4,2  | 3,7  | 3,2  |
| Invymark      | 14/07/18 | -    | 3,49 | 4,71 | 3,66 | 2,80 |
| Sigma Dos     | 14/07/18 | 3,72 | -    | 4,74 | 4,53 | 3,67 |
| Simple Lógica | 6/07/18  | -    | 2,69 | 3,4  | 3,59 | 1,86 |
| Invymark      | 23/06/18 | -    | 3,6  | 4,82 | 3,59 | 2,91 |
| CIS           | 8/06/18  | -    | 3,1  | 4,6  | 4,1  | 3,2  |
| CIS           | -/04/18  | -    | 2,59 | 3,35 | 3,79 | 2,77 |
| CIS           | -/01/18  | -    | 2,87 | 3,68 | 4,01 | 2,54 |
| Sociométrica  | 29/12/17 | -    | 3,7  | 4,1  | 5,8  | 2    |
| CIS           | -/10/17  | -    | 3,02 | 3,61 | 3,75 | 2,67 |
| Sociométrica  | 3/11/17  | -    | 3,88 | 4,15 | 5,3  | 1,81 |
| CIS           | -/07/17  | -    | 2,79 | 3,73 | 3,58 | 2,95 |

## Scénarios alternatifs

### Candidats à la présidence du Parti populaire
| Institut      | Date            |        |        |        |        |        |        |       |       | Autres |
| ------------- | --------------- | ------ | ------ | ------ | ------ | ------ | ------ | ----- | ----- | ------ |
| Institut      | Date            |        |        |        |        |        |        |       |       |        |
| Top Posititon | 11 juillet 2018 | 21,4 % | -      | 23,6 % | 21,6 % | 17,1 % | 17,1 % | 3,5 % | 3,7 % | 9,2 %  |
| Top Posititon | 11 juillet 2018 | -      | 23,5 % | 23,8 % | 22,1 % | 17,1 % | 17,1 % | 3,5 % | 1,8 % | 8,2 %  |